# Le Motif (chanteur)
Ne doit pas être confondu avec Le Motif.
Le Motif anciennement Swagga Guru, de son vrai nom Olivier Lesnicki, né le 4 avril 1989 à Ixelles, est un beatmaker, rappeur, chanteur, auteur-compositeur, producteur de musique, entrepreneur et vidéaste web belge.

## Biographie

### Jeunesse
Olivier Lesnicki est né le 4 avril 1989 à Ixelles dans une commune de Bruxelles en Belgique. Il est le grand frère des jumeaux : Dimitri Lesnicki et de la rappeuse Shay, ainsi que le neveu du rappeur Youssoupha. Il est le petit-fils de l'artiste chanteur congolais Tabu Ley Rochereau, premier artiste africain et congolais à se produire à l'Olympia de Paris en 1970. Diplômé de l’université de Manchester, il a un master en génie civil.

### Carrière
Le Motif travaille comme producteur et topliner, métier qui consiste à trouver des mélodies de la voix (appelées toplines) pour d'autres rappeurs ou chanteurs, pour plusieurs artistes du rap francophone. Il a notamment collaboré sur Réseaux de Niska, Carton rouge de Lorenzo et PMW de Shay, sa sœur cadette. Il débute aux côtés de Shay en réalisant son album Jolie Garce en 2016, ce qui lui permet de se faire connaître et de travailler avec Niska, Siboy et SCH.

#### Lancement deUn son par jouret EPPremière partie(2020)
En 2020, il lance le défi Un son par jour, produisant quotidiennement une nouvelle chanson diffusée sur YouTube. Il réalise aussi des vidéos pédagogiques, comme Faire un hit en quarantaine, où il analyse la création d'un morceau,.
En septembre 2020, Le Motif sort son premier EP Première partie, un projet de huit titres mêlant différents styles. Il met en avant une production musicale intégrant des instruments acoustiques pour un rendu plus organique. Parmi les titres notables figurent Ma Love et Playlist.

#### Un son par jour IIet la Sacem (2021)
En août 2021, il annonce une deuxième saison de Un son par jour, reproduisant le même concept pendant un mois. Cette édition met l'accent sur des morceaux orientés vers des sonorités festives. Les morceaux ayant suscité le plus d'engagement du public sont intégrés au projet Un son par jour II, publié en septembre 2021. La saison s’achève par une chasse au trésor organisée à Paris, permettant aux participants de découvrir le dernier morceau du projet.
En 2021, il est désigné membre de la Commission des Variétés de la Sacem.

### Vie privée
Il est le père d'un fils prénommé Ohio et d'une fille prénommée Ciel, nés de sa relation avec Audrey Hédo,. Depuis 2018, il est en couple avec Océane Amsler.

## Entrepreneuriat

### PlateformeClip.farm
En janvier 2024, Le Motif annonce le lancement de Clip.farm, une plateforme visant à rémunérer les créateurs de contenu partageant des extraits vidéo. Le projet repose sur un modèle où tout utilisateur âgé d'au moins 13 ans peut télécharger ses vidéos, qui peuvent ensuite être « clippées » et diffusées. Si un clip atteint 10 000 vues en 24 heures, son créateur perçoit une rémunération proportionnelle au succès de sa publication,. Le Motif présente Clip.farm comme une alternative légale et encadrée à la pratique répandue du clipping sur les réseaux sociaux, qui consiste à partager des extraits de vidéos sans l’autorisation de leurs auteurs. Cette initiative intervient dans un contexte où des plateformes comme YouTube, Facebook et Instagram ont mis en place des outils de gestion des droits d’auteur, tels que Content ID, afin de protéger les créateurs contre la réutilisation non autorisée de leurs contenus.

### Collaboration avec Bolero
En janvier 2024, Le Motif annonce une collaboration avec la plateforme Bolero pour proposer un catalogue de 400 titres de rap français sous forme de droits musicaux fractionnés. Ce projet, couvrant la période 2017-2023, comprend des œuvres de 150 artistes et inclut plusieurs disques d'or, de platine et de diamant. Les droits éditoriaux des morceaux sont mis en vente progressivement via la technologie Song Shares, permettant aux acquéreurs de percevoir une part des revenus générés.

## Discographie

### En tant que chanteur

#### Singles
- 2018 : Ode à l'eau de vie (feat. Junior Alaprod)
- 2018 : Lundi (feat. Junior Alaprod)
- 2019 : La brume (feat. Meryl)
- 2020 : Playlist
- 2020 : Next
- 2020 : Ma Love (feat. Heezy Lee) Or
- 2020 : Outfit incroyable (feat. Maskey)
- 2021 : Tragédie (Zouzou)
- 2021 : Allô BB
- 2021 : Tout va bien (feat. Heezy Lee)
- 2021 : Petit oh (feat. Heezy Lee)

#### Apparitions
- 2021 : Fondamental (La Miellerie)
- 2021 : Offishal (Ambiance Skandal feat. Maskey, Toldya et S2keyz)

### En tant que producteur
- 2015 : Jack Da (de Booba)
- 2016 : PMW (de Shay)
- 2016: Dernier (de Shay)
- 2016: Mon Dealeur (de Shay)
- 2016: Catchup (de Shay)
- 2016: La Go (de Shay)
- 2016: Biche (de Shay)
- 2016: Cabeza (de Shay)
- 2016: Gazon (de Shay)
- 2016: Paumes Brulées (de Shay)
- 2016: Qui Te Suivra (de Shay)
- 2016: Thibault Courtois (de Shay)
- 2017 : Mobali (de Siboy feat. Damso & Benash)
- 2017: Réseaux (de Niska)
- 2017: Salé (de Niska)
- 2017: Yenavla (de Kalash)
- 2017: Esengo (de Fally Ipupa)
- 2017: Posa (de Fally Ipupa)
- 2017: Jeudi Soir (de Fally Ipupa)
- 2017: Guerrier (de Fally Ipupa)
- 2018 : Carton rouge (de Lorenzo)
- 2018 : Rien à branler (de Lorenzo)
- 2018 : Bizness (de Lorenzo)
- 2018 : Borderline (de Lujipeka)
- 2018 : Weed (de PLK)
- 2018 : Ils nous comprennent pas (de PLK)
- 2018 : Intro (de PLK)
- 2018 : Ninja (de Soprano)
- 2018 : Rampanpan (Introduction Tiken Jah Fakoly) (de Soprano)
- 2018 : Coucou (de Soprano)
- 2019 : Émotif (Booska 1H) (de PLK)
- 2019 : Tchop (de Keblack)
- 2021 : Booska Promesse (de Kekra)
- 2021 : Pousse-toi (de Tiakola)
- 2021 : Criminel (d'Alonzo)
- 2022 : Ratata (de Médine)